# Blue Moon of Kentucky
«Blue Moon of Kentucky» —  песня, которую написал в 1946 году американский кантри-музыкант Билл Монро (работавший в жанре блюграсс).
В 1998 году сингл группы Bill Monroe And His Blue Grass Boys с этой песней (1945 год) был принят в Зал славы премии «Грэмми».
Также песня «Blue Moon of Kentucky» в исполнении Билла Монро входит в составленный Залом славы рок-н-ролла список 500 Songs That Shaped Rock and Roll.

### Версия Элвиса Пресли
В 1954 году песню записал и издал как сингл Элвис Пресли. На стороне Б была песня «That’s All Right».
В 2015 году журналист мемфисской ежедневной газеты The Commercial Appeal Крис Херрингтон в своём списке 50 лучших песен Элвиса Пресли поставил песню «Blue Moon of Kentucky» на 9 место.
В 2024 году Rolling Stone поместил песню (версию Элвиса Пресли) на 49-е место в своем рейтинге 200 величайших кантри-песен всех времен.